# Minihy-Tréguier
 Minihy-Tréguier  (en bretón Ar Vinic'hi) es una población y comuna francesa, situada en la región de Bretaña, departamento de Côtes-d’Armor, en el distrito de Lannion y cantón de Tréguier.

## Demografía
| 805 | 717 | 673 | 790 | 1024 | 1063 | 1089 |
| Para los censos de 1962 a 1999 la población legal corresponde a la población sin duplicidades (Fuente: INSEE [Consultar]) |     |     |     |      |      |      |